# Полихромия
Полихромия – (на гръцки: πολύς – „многочислен“ и χρῶμα – „цветен“) – многоцветна украса или многоцветност на материала в архитектурата, скулптурата, декоративното приложно изкуство. Противоположно на монохромия. Полихромия в декорацията на фасада.
Полихромията присъства почти във всички епохи и във всички области на културата – в египетските пирамиди, в гръцките и римските храмове, на ислямските куполи и в средновековната архитектура и изкуство. В каменната скулптура от епохата на Ренесанса е разпространена едноцветност (монохромия), която преобладава така и в барока и класицизма. През втората половина на XIX век полихромията отново излиза на сцената и се разпространява след Втората световна война в рекламата, поп културата и пластиката.
В последните десетилетия се провеждат изследвания и се градят хипотези за полихромията при античните гръцки и римски скулптури, а така и относно готическите скулптури в катедралите. Провежда се цветна реконструкция на скулптурите на фасадата и интериора на Амиенската катедрала.
- Ваза от 1200 – 1100 година пр.н.е
- Полихромия
- Реконструкция на цветна фигура на тракийски воин
- Древногръцка теракота-женска глава от Таранто, края на of 4 век
- Цветна реконструкция на торс от Aкропола,
- Полихромна статуетка, 1 век преди н.е.
- Реконструкция от оригинален полихромен портрет на римския император Калигула

## Полихломия в средновековието
Християнските художници от Средновековието понякога се възползват от полихромията, особено по време на романските църкви и ранните векове на периода Готиката.
През първите векове на християнството, е общоприето, че църквите трябва да бъде напълно оцветени отвътре и архитектурната живопис достига своя апогей през 12 век във Франция. Средновековните оцветени дървени фигури са особен вид полихромия.
- Паничка – Бруклински музей
- Портал но църквата в Торо
- Амиенска катедрала със светлинна прожекция на полихромни бои
- катедралата в Лимбург
- Мадоната с младенеца, полихромен камък, детайл, около 1490 година. музей Валядолид